# Rigidoporus nevadensis
Rigidoporus nevadensis är en svampart som beskrevs av Iturr. & Ryvarden 2010. Rigidoporus nevadensis ingår i släktet Rigidoporus och familjen Meripilaceae.   Inga underarter finns listade i Catalogue of Life.